# Vitesse quadratique moyenne
La vitesse quadratique moyenne est la moyenne quadratique des vitesses d'un ensemble de particules (molécules, ions, etc.). Elle s'obtient en calculant la racine carrée de la moyenne des carrés des vitesses :

## Application aux gaz parfaits
Selon la théorie cinétique des gaz, la vitesse des molécules d'un gaz parfait suit la loi de distribution des vitesses de Maxwell, dont la densité de probabilité est :
{\displaystyle f(v)=\left({m \over 2\pi k_{\mathrm {B} }T}\right)^{3/2}4\pi \,v^{2}\,{\rm {e}}^{-{mv^{2} \over 2k_{\text{B}}T}}}
avec :
- {\displaystyle m} la masse d'une molécule ;
- {\displaystyle k_{\text{B}}} la constante de Boltzmann ;
- {\displaystyle T} la température absolue.

On a par conséquent la moyenne des carrés des vitesses :
{\displaystyle \langle v^{2}\rangle =\int _{0}^{+\infty }v^{2}f(v)\,\mathrm {d} v={3k_{\text{B}}T \over m}}
et finalement la vitesse quadratique moyenne :
ou, de façon équivalente :
avec :
- {\displaystyle N_{\text{A}}} le nombre d'Avogadro ;
- {\displaystyle R=k_{\text{B}}N_{\text{A}}} la constante universelle des gaz parfaits ;
- {\displaystyle M=mN_{\text{A}}}  la masse molaire.

Par exemple pour l'air ({\displaystyle M} = 28,965 g mol−1) à 20 °C, on obtient {\displaystyle {\hat {v}}} = 502,4 m s−1.